# Кохесес-дель-Монте
Кохесес-дель-Монте (ісп. Cogeces del Monte) — муніципалітет в Іспанії, у складі автономної спільноти Кастилія-і-Леон, у провінції Вальядолід. Населення — 815 осіб (2010).
Муніципалітет розташований на відстані близько 130 км на північний захід від Мадрида, 37 км на південний схід від Вальядоліда.

## Демографія
Динаміка населення (INE ):